# Irezumi

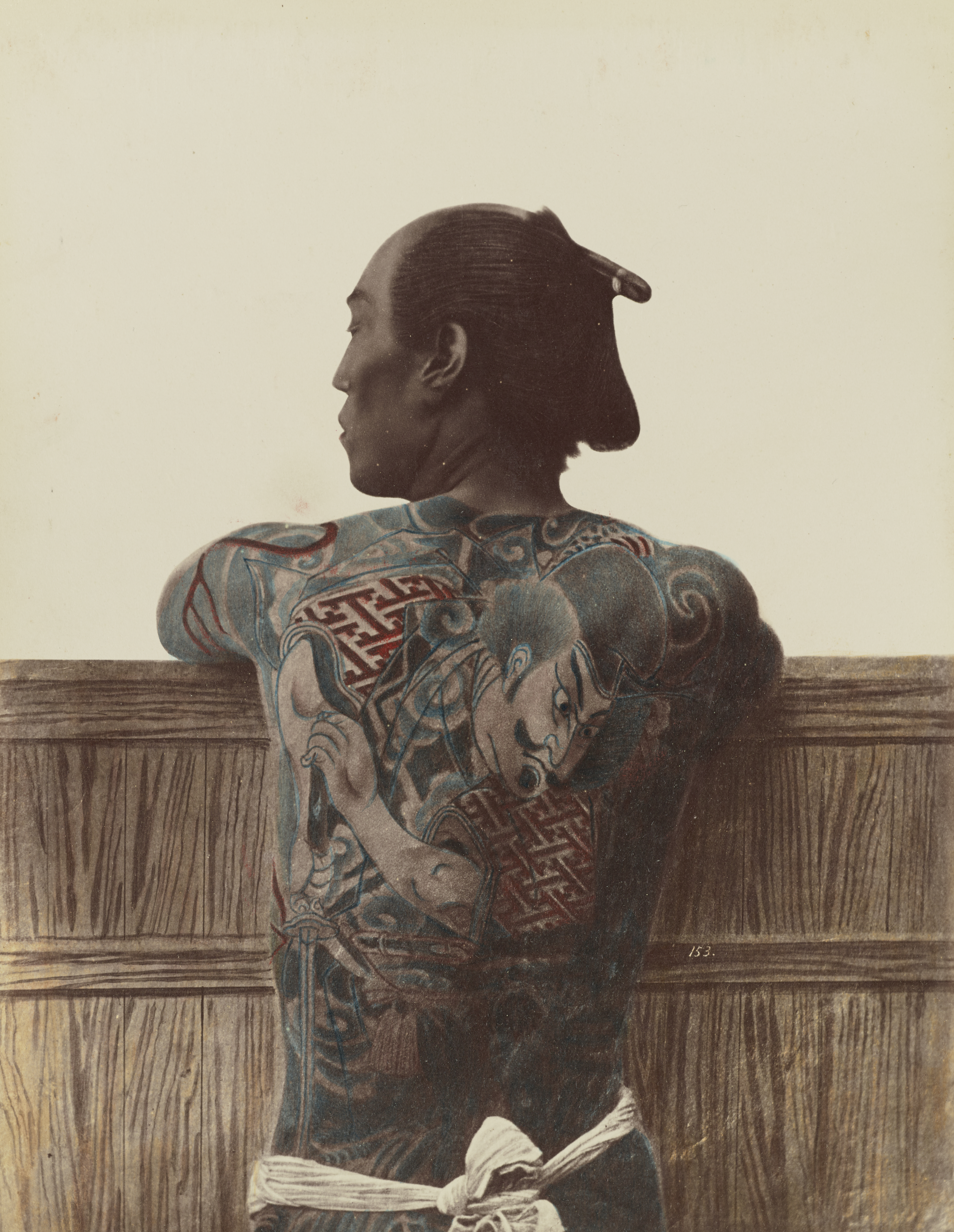
Tetování irezumi

Irezumi (japonsky 入れ墨) je tetovací metoda rozšířená v Japonsku. Vytvořený obrazec pokrývá obvykle velkou část těla nositele a jeho tvorba zabere stovky hodin. Realizace tetování je bolestivá. Jednotlivé motivy jsou ruční prací a při jejich tvorbě se využívá speciálního inkoustu zvaného nara, někdy se rovněž označuje pojmem zumi. Aplikace do nositelova těla se neprovádí jednou jehlou, nýbrž několika kovovými jehlami nasazených do dřevěného držadla svázanými hedvábnou nití.
Způsob tetování irezumi ovládá v Japonsku malý počet umělců, kteří bývají označováni pojmem horishi. Ve svých dílech obvykle zachycují motivy z mytologie, na nichž se obvykle vyskytují zobrazení draků, květů, moře v bouři nebo hor.

## Historie
Po roce 1600 se tetovat nechávali vězni. V roce 1872 bylo v Japonsku vydáno nařízení, které tetování zakazovalo. Přesto námořníci či cestovatelé, kteří zemi navštívili, měli sen odvézt si na sobě vytvořený suvenýr. Umělci tak začali své obrazce vytvářet tajně. Vlivem toho se technika irezumi rozšířila i za hranice japonského císařství. Ve dvacátém století, po skončení druhoválečných bojů mezi Japonském a Spojenými státy americkými, přestalo mít tetování přívlastek ilegální činnosti. Do povědomí se poté dostalo i kvůli popularitě mezi členy mafiánského uskupení Jakuza. Navzdory tomu, že irezumi v Japonsku není považováno za nezákonné, však v zemi existuje určitá míra zdrženlivosti vůči veřejnému vystavování tetovaných obrazců. Navíc existují i místa, která se s přiznaným tetováním vůbec nesmí navštěvovat. Patří mezi ně například veřejné lázně s horkými přírodními prameny, bazény, sportoviště nebo i luxusní restaurace.